# Arnold Wilhelm Hardt (Unternehmer, 1805)
Arnold Wilhelm Hardt sen. (* 27. Mai 1805 in Lennep; † 5. Dezember 1878 ebenda) war deutscher Unternehmer in der Textilindustrie und Politiker.

## Leben
Arnold Wilhelm Hardt war der Sohn des Unternehmers und Bürgermeisters Johann Arnold Hardt (* 16. Juli 1778 in Lennep; † 4. April 1824 ebenda) und dessen Ehefrau Anna Elisabath geborene Paas (* 11. Juli 1780 in Lennep; † 13. Juni 1818 ebenda). Er war evangelisch und heiratete am 1. Oktober 1832 Kornelie Maria Mathilda geborene Hasenclever (* 29. Oktober 1813 in Remscheid-Ehringshausen; † 23. August 1872 in Lennep), eine Tochter des evangelisch-lutherischen Kaufmanns, Politikers und Kommerzienrats Josua Hasenclever. Aus der Ehe ging der gemeinsame Sohn Arnold Wilhelm Hardt (* 10. August 1843 in Lennep; † 26. November 1897 ebenda) hervor.
Hardt wurde Hauptteilhaber des väterlichen Unternehmens Johann Wülfing & Sohn. Daneben war er Mitglied der Handelskammer Lennep, Direktor des Armenhauses, Mitglied der Repräsentantenversammlung, des Schulkuratoriums, Präsident des Gemeindegerichts und Mitglied des Presbyteriums.
Er war von 1833 bis 1787 Stadtverordneter. Von 1864 bis 1868 war er Abgeordneter für den Stand der Städte und die Städte Lennep, Ronsdorf, Lüttringhausen, Radevormwald, Burg, Hückeswagen und Wermelskirchen im Provinziallandtag der Rheinprovinz. Nachdem er 1871 und 1872 verhindert gewesen war, war er von 1874 bis 3/1875 erneut Abgeordneter. Von 8/1875 bis 1877 war er erneut verhindert.
Er trug seit 1855 den Ehrentitel eines Kommerzienrats, seit 1876 eines Geheimen Kommerzienrats. 1861 wurde er mit dem Roten Adlerorden 4. Klasse ausgezeichnet.